# Mijamoto Tomomi
Mijamoto Tomomi (宮本 ともみ; Hepburn: Miyamoto Tomomi) (Szagamihara, 1978. december 31. –) japán válogatott labdarúgó.

## Klub
A labdarúgást az Iga FC Kunoichi csapatában kezdte. 156 bajnoki mérkőzésen lépett pályára és 12 gólt szerzett. 2009-ben a TEPCO Mareeze csapatához szerződött. 2011-ben az Iga FC Kunoichi csapatához szerződött. 2012-ben vonult vissza.

## Nemzeti válogatott
1997-ben debütált a japán válogatottban. A japán válogatott tagjaként részt vett az 1999-es, a 2003-es, a 2007-es világbajnokságon és a 2004. évi nyári olimpiai játékokon. A japán válogatottban 77 mérkőzést játszott.

## Statisztika
| Japán válogatott | Japán válogatott | Japán válogatott |
| Időszak          | Mérk.            | gól              |
| ---------------- | ---------------- | ---------------- |
| 1997             | 6                | 2                |
| 1998             | 10               | 1                |
| 1999             | 14               | 2                |
| 2000             | 0                | 0                |
| 2001             | 0                | 0                |
| 2002             | 7                | 1                |
| 2003             | 14               | 3                |
| 2004             | 9                | 2                |
| 2005             | 0                | 0                |
| 2006             | 1                | 0                |
| 2007             | 16               | 2                |
| Összesen         | 77               | 13               |

## Sikerei, díjai
Japán válogatott
- Ázsia-kupa:  Bronz; 1997

Klub
- Japán bajnokság: 1999

Egyéni
- Az év Japán csapatában: 1999, 2003